# أنطون هاينريش سبرينغر
انطون هاينريش سبرينغر (بالألمانية: Anton Springer) (و. 1825 – 1891 م) هو مؤرخ الفن، ومؤرخ، وأستاذ جامعي، وصحفي ألماني، ولد في براغ، وكان عضوًا في أكاديمية ساكسون للعلوم (منذ 15 نوفمبر 1875)، توفي في لايبزيغ، عن عمر يناهز 66 عاماً.

## التعليم
تعلم في جامعة كارلوفا.